# Jagdgeschwader 5
Jagdgeschwader 5 „Eismeer“ (zkr.: JG 5) byla stíhací eskadra německé Luftwaffe za druhé světové války. Přízvisko Eismeer (česky: Ledové moře) získala dle místa svého nasazení – operovala především v Norsku a severních částech Finska, tedy v oblasti Severního ledového oceánu. Jednotka vznikla v lednu 1942 a po dobu svého operačního nasazení byla vyzbrojena stíhačkami Messerschmitt Bf 109 E/F/G a dále Focke-Wulf Fw 190. Eskadra JG 5 během své existence sestřelila ~3200 spojeneckých letadel, sama jich ztratila 380. Na samém konci války bránila JG 5 oblast Norska, především ponorkové základny v Trondheimu a Bergenu, rozpuštěna byla po kapitulaci Německa v květnu 1945. Zvláštností této jednotky je skutečnost, že se až do současnosti (2010) dochovalo přibližně 27 letadel z její výzbroje v poměrně dobrém stavu, což je nejvíc ze všech operačně nasazených jednotek v rámci sil Osy. Tyto zachovalé exempláře jsou nyní vystaveny v různých světových vojenských muzeích, některé z nich však ještě čeká rekonstrukce.

## Velitelé eskadry
- Oberstleutnant Gotthard Handrick, květen 1942 – červen 1943
- Oberstleutnant Günther Scholz, červen 1943 – květen 1944
- Major Heinrich Ehrler, květen 1944 – únor 1945
- Oberstleutnant Günther Scholz, únor 1945 – květen 1945